# Elizabeth Tabish
Elizabeth Tabish (* 26. Mai 1986) ist eine US-amerikanische Schauspielerin und Filmemacherin.

## Leben
Tabish schloss ein Bachelor- und Master-Studium an der Oklahoma State University ab und zog anschließend nach Austin, Texas, wo sie in Werbespots, Independent-Filmen und Fernsehfilmen mitwirkte. Daneben realisierte sie eigene Film-Projekte und ist Mitbegründerin des Arthouse Film Festival. Einem breiten internationalen Publikum wurde Tabish durch die Verkörperung der Maria Magdalena in der Serie The Chosen bekannt.

## Filmografie (Auswahl)
- 2019–: The Chosen (Fernsehserie)
- 2021: Honor Among Thieves
- 2023: The Shift